# Scribner's Magazine
Scribner's Magazine est un ancien périodique américain publié par la maison d'édition Charles Scribner's Sons de janvier 1887 à mai 1939. Il était le second magazine à être lancé par la firme Scribner, après le Scribner's Monthly (1870-1881).

## Historique

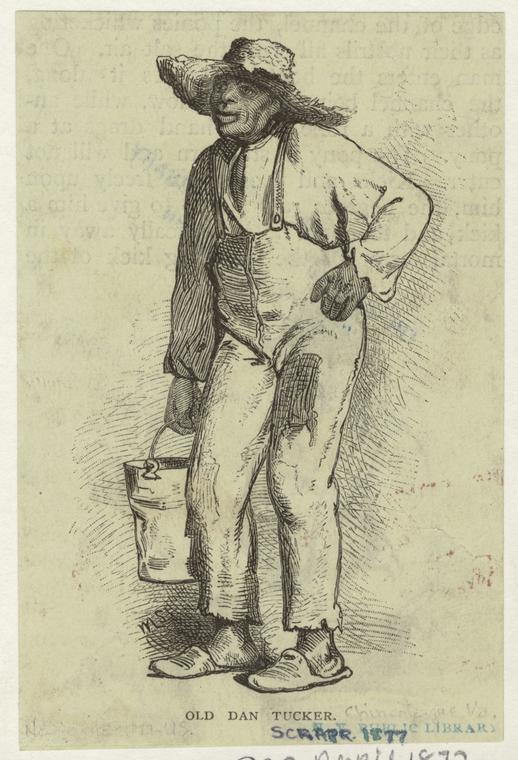
Illustration de 1877 dans le Scribner's Magazine représentant le personnage de Dan Tucker sous les traits d'un homme noir de la campagne.

Après avoir restructuré l'entreprise héritée de son père, Charles Scribner II (en), président de Charles Scribner's Sons, investit plus de 500 000 dollars dans le lancement de son nouveau magazine mensuel, afin de rivaliser avec Harper's Monthly et The Atlantic Monthly, déjà bien installés dans le paysage médiatique américain de cette époque. Il nomme rédacteur en chef Edward L. Burlingame (en), le fils de son associé, Anson Burlingame (en). Il recrute les meilleurs illustrateurs et photographes du moment, tels Howard Pyle, Howard Chandler Christy, Charles Marion Russell, Walter Everett, Maxfield Parrish et Frederic Remington, Karl James Anderson, Doris Ulmann.
Le premier numéro de Scribner's Magazine est paru en janvier 1887 et fut le premier magazine à être illustré de gravures en couleur. Son sous-titre est « Published Monthly with Illustrations ».
Le magazine cessa de paraître après mai 1939.

## Contributeurs notables
- John Galsworthy,
- Edward Page Mitchell y publie sa première nouvelle, The Tachypomp (1874)
- Sarah Morgan Bryan Piatt
- Harriet Elizabeth Prescott Spofford,
- Josephine Preston Peabody,
- Theodore Roosevelt,
- John W. Thomason,
- Edith Wharton.